# Kirche von Gammelgarn

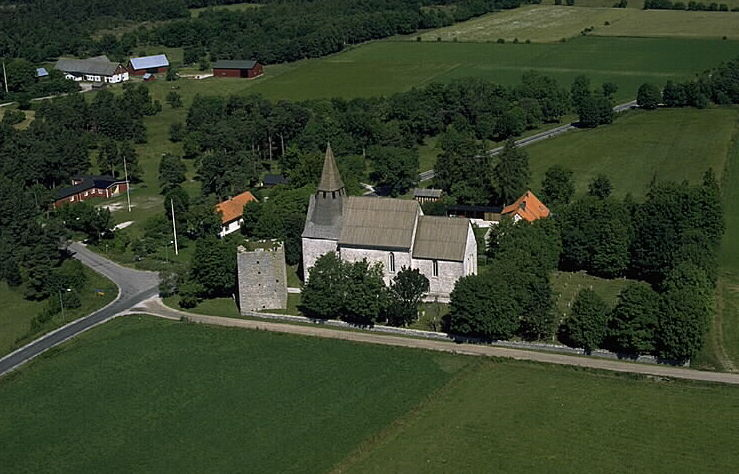
Kirche von Gammelgarn

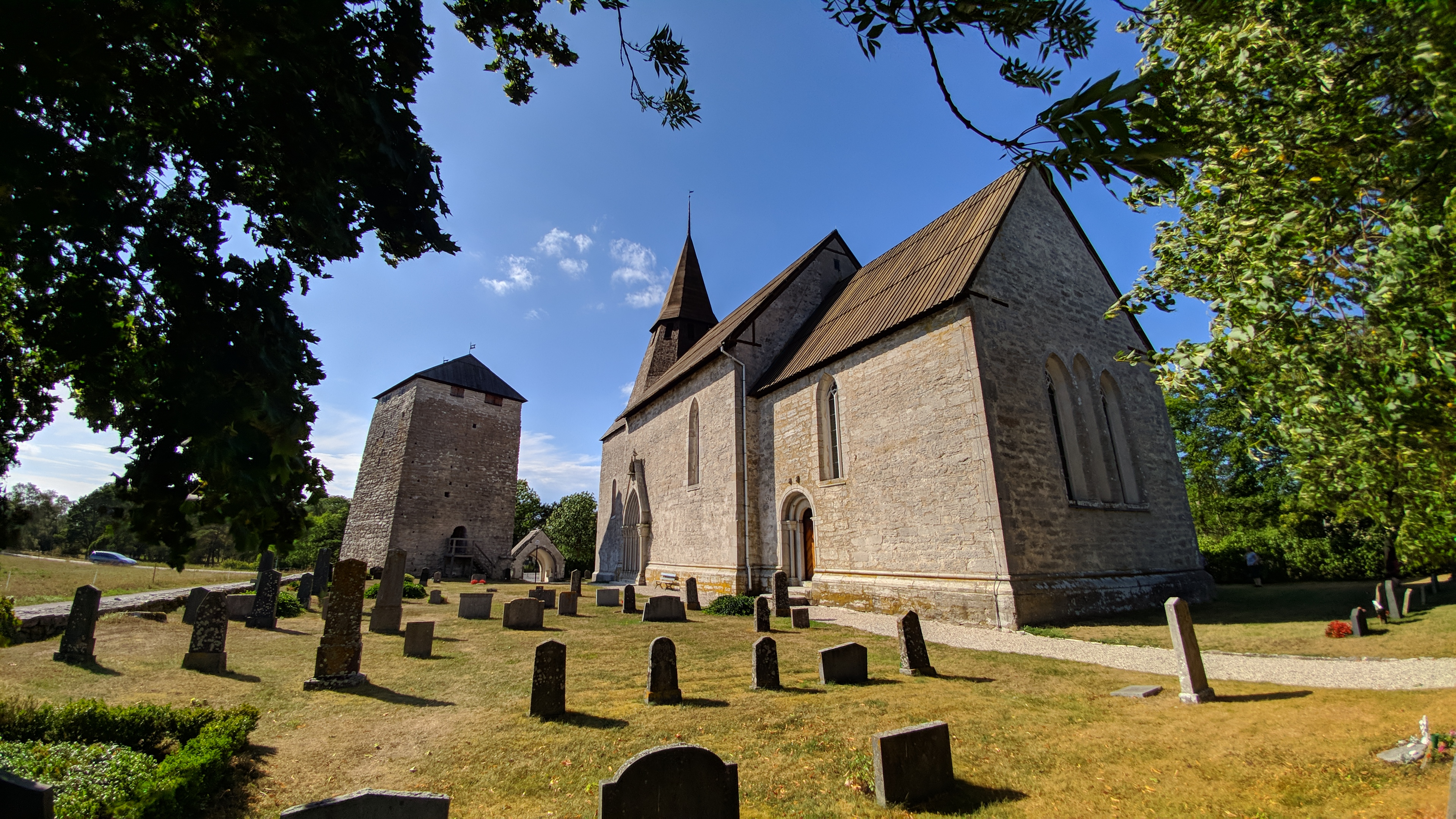
Kirche von Gammelgarn mit dem Kastal

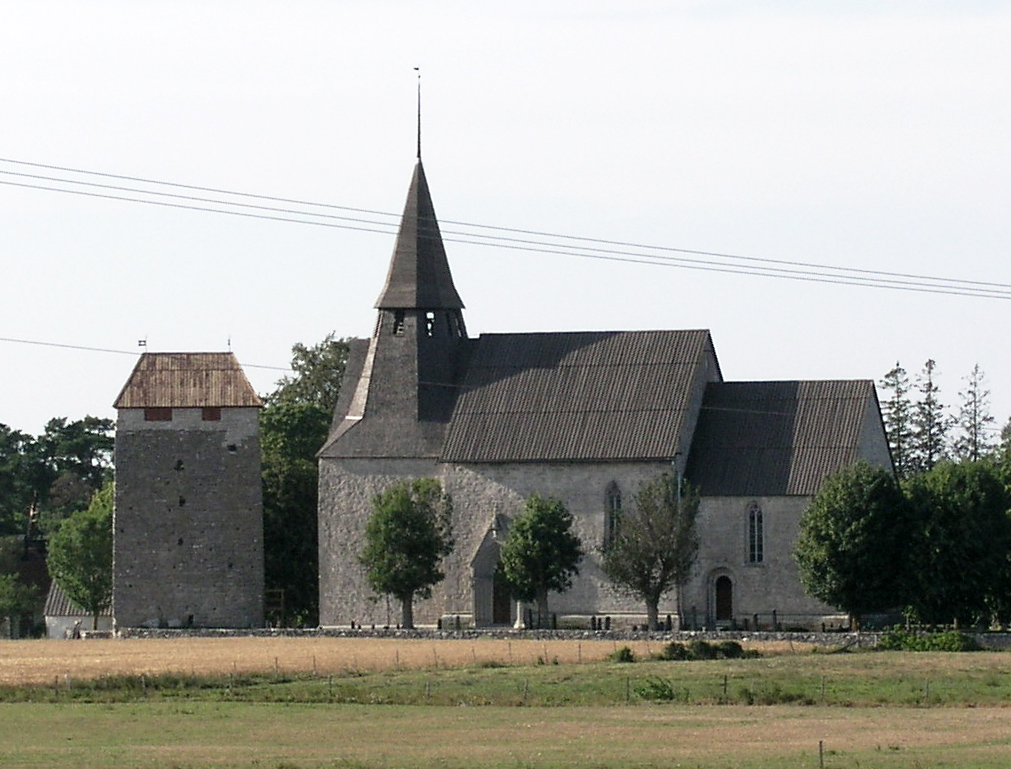
Kirche von Gammelgarn mit dem Kastal von Süden

Die Kirche von Gammelgarn (schwedisch Gammelgarn kyrka) ist eine Landkirche auf Gotland im Kirchspiel Gammelgarn der Kirchengemeinde (schwed. församling) Östergarn. Sie liegt an der Ostküste, 40 km südöstlich von Visby und 4 km südwestlich von Katthammarsvik.

## Kirchengebäude
Die Kirche und der Kirchhof sind von einer Trockenmauer mit einem breiten gotischen Eingangstor an der Westseite umgeben. Die Kirche ist aus Kalkstein errichtet und besteht aus einem rechteckigen Langhaus, einem schmaleren, gerade abschließendem Chor im Osten, einer etwas schmaleren Vorhalle im Westen und einer Sakristei im Norden. Im Westen befindet sich ein mit Schindeln gedeckter Glockenturm in Gestalt eines 1755 errichteten Dachreiters. Chor und Langhaus wurden im 14. Jahrhundert im hochgotischen Stil gebaut; der westliche Teil, mit Ausnahme des Dachreiters, stammt von der ursprünglichen romanischen Kirche.
Das Kapitellband des besonders wertvollen Südportals ist reich mit Skulpturen geschmückt, die Meister Egypticus zugeschrieben werden und biblische Motive der Genesis darstellen. Ganz oben auf dem Portal sind zwei Skulpturen in Kopfform, die noch aus romanischer Zeit stammen. Das heutige Chorportal war das Südportal der romanischen Kirche und stammt von dem Meister Egypticus. Auch die Nordseite weist ein Portal auf, das sich auf der Höhe des Dachreiters befindet. In der Nähe der Kirche steht ein gut erhaltenes Kastal aus dem 12. Jahrhundert.
Das Innere ist ein hochgotischer Kirchenraum. Eine schlanke Zentralsäule trägt vier hohe Kreuzgewölbe. Das Langhaus ist mit dem Chor und der Vorhalle durch breite Spitzbögen verbunden. Im Chor steht ein wertvoller Altar. An der Nordwand befinden sich Kalkmalereien, die dem „Passionsmeister“ zugeschrieben werden. Im Boden des Chors ist ein Grabstein mit Runeninschrift eingelassen, der an eine Frau namens Hallvi erinnert. Links steht ein mittelalterlicher Taufstein und rechts eine Kanzel vom Ende des 17. Jahrhunderts.

## Geschichte
Von der ältesten Kirche an diesem Standort sind keine Reste mehr übrig; aber wahrscheinlich wurde hier gegen Ende des 11. Jahrhunderts oder Anfang des 12. Jahrhunderts eine kleine Holzkirche erbaut. Daneben wurde im letzten Viertel des 12. Jahrhunderts ein Wehrturm (Kastal) aus Stein errichtet. Im ersten Viertel des 13. Jahrhunderts wurde der Bau einer romanischen Kirche aus behauenem Kalkstein begonnen. Zuerst wurden ein kurzes Langhaus und ein schmalerer, vermutlich gerade abgeschlossener Chor errichtet. Der Bau wurde dann mit einem Langhaus mit vierteiligem Gewölbe im frühgotischen Stil fortgesetzt.
Im zweiten Viertel des 14. Jahrhunderts begann man, eine neue, größere Kirche zu bauen. Zuerst wurden ein neuer Chor und eine Sakristei mit möglicherweise dem östlichen Teil des heutigen Langhauses und dessen südlichem Fenster errichtet. Im nächsten Bauabschnitt wurde der östlichste Teil des alten Langhauses mit den vier Gewölben und der Zentralsäule abgerissen. Zuletzt wurde das neue, größere Langhaus fertiggestellt. Die Vorhalle im Westen ist noch ein Rest der romanischen Kirche. Das Südportal wurde von einem Steinmetzen und Bildhauer ausgeführt, der in der ersten Hälfte des 14. Jahrhunderts auf Gotland tätig war und nach einem Vorschlang des Kunsthistorikers Johnny Roosval „Egypticus“ genannt wird. Im Kapitellband des Portals zeigt er Adam und Eva im Garten Eden, den Sündenfall, die Vertreibung aus dem Paradies, Adam und Eva beim Arbeiten, Kains Mord an Abel und die Arche Noahs. Auf der nördlichen Mauer des Langhauses schuf der „Passionsmeister“ in der Mitte des 15. Jahrhunderts eine Folge von Kalkmalereien. Im späten Mittelalter wurden diese, und auch das Kreuzgewölbe, bei einem Brand beschädigt.
Gegen Ende des 17. Jahrhunderts erhielt die Kirche eine Kanzel, die wahrscheinlich vom Schreinermeister Jochim Sterling aus Visby geschaffen wurde. Im 17. und 18. Jahrhundert wurden Verzierungen in Schwarz um die Fenster herum und im Deckengewölbe geschaffen. Im Jahr 1752 wurde das Chordach abgesenkt, und 1755 wurden im westlichen Teil die Mauern erhöht und im Westen der kräftige, schindelbedeckte Dachreiter errichtet. In den 1760er-Jahren wurde ein Turmzimmer eingerichtet, das 1768 von Magnus Möller, wie auch die Kirchbänke, die Chorbank und ein Wandschirm in der Kirche, bemalt wurde. In der südlichen Langhausmauer und der Ostwand des Chores wurden je drei schmale Fensteröffnungen vergrößert.
Von 1956 bis 1958 wurde eine umfassende Restaurierung von den Architekten Erik Fant und Olle Karth durchgeführt. Unter anderem wurden die Zentralsäule der Kirche und die rippenlosen Kreuzgewölbe wiederhergestellt. Auch ein Fragment der Folge von Kalkmalereien aus dem 15. Jahrhundert wurde freigelegt, während die Quaderbemalungen  und die aufgemalten Gewölberippen  aus dem 18. Jahrhundert übertüncht wurden.
Im November 2000 wurde die Kirche für eine neue Innenrenovierung und Restaurierung geschlossen. Die mittelalterlichen Malereifragmente auf der nördlichen Wand wurden gereinigt, und Teile der Dekoration aus dem 17. und 18. Jahrhundert wurden rekonstruiert; die übrigen Wandteile wurden gereinigt und weiß getüncht. Zuletzt wurden die Quaderbemalungen und die aufgemalten Gewölberippen aus dem 18. Jahrhundert wieder angebracht. Am zweiten Pfingsttag des Jahres 2001 wurde die Kirche vom Bischof Björn Fjärstedt wieder eingeweiht.

## Ausstattung
- Taufstein aus der Mitte des 13. Jahrhunderts mit einer Schale aus dem 14. Jahrhundert
- Altar aus der Mitte des 14. Jahrhunderts
- Kanzel von Jochim Sterling, Visby (ca. 1670–1690)
- Herrschaftsbank von 1768

## Orgel
1965 baute John Grönvall aus Lilla Edet die erste Pfeifenorgel der Kirche, ein fünfstimmiges Werk mit Schleifladen und mechanischer Traktur.
Disposition:
| Manual          |    |
| Gedackt         | 8′ |
| Prinzipal       | 4′ |
| Rohrflöte       | 4′ |
| Waldflöte       | 2′ |
| Scharf II chor. |    |

| Pedal   |     |
| Subbass | 16′ |

- Koppeln: M/P

## Kastal
Wie bei einigen Kirchen entlang der gotländischen Küste befindet sich auch hier ein freistehender Wach- und Verteidigungsturm, den man „Kastal“ nennt. Der Turm von Gammelgarn wurde 1190 errichtet und 2006 aufwändig restauriert.

## Galerie

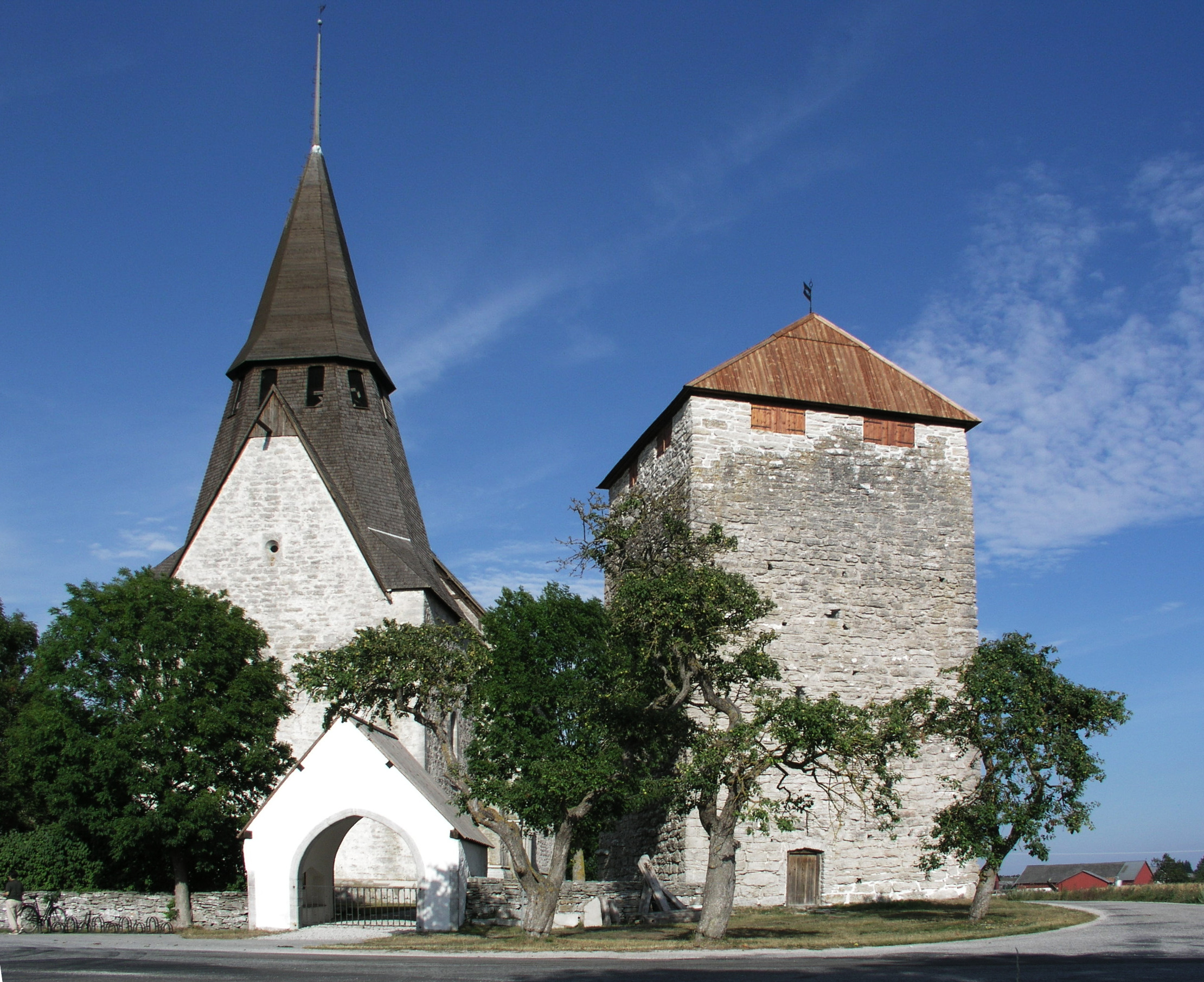
Kirche und Wehrturm aus dem 12. Jahrhundert
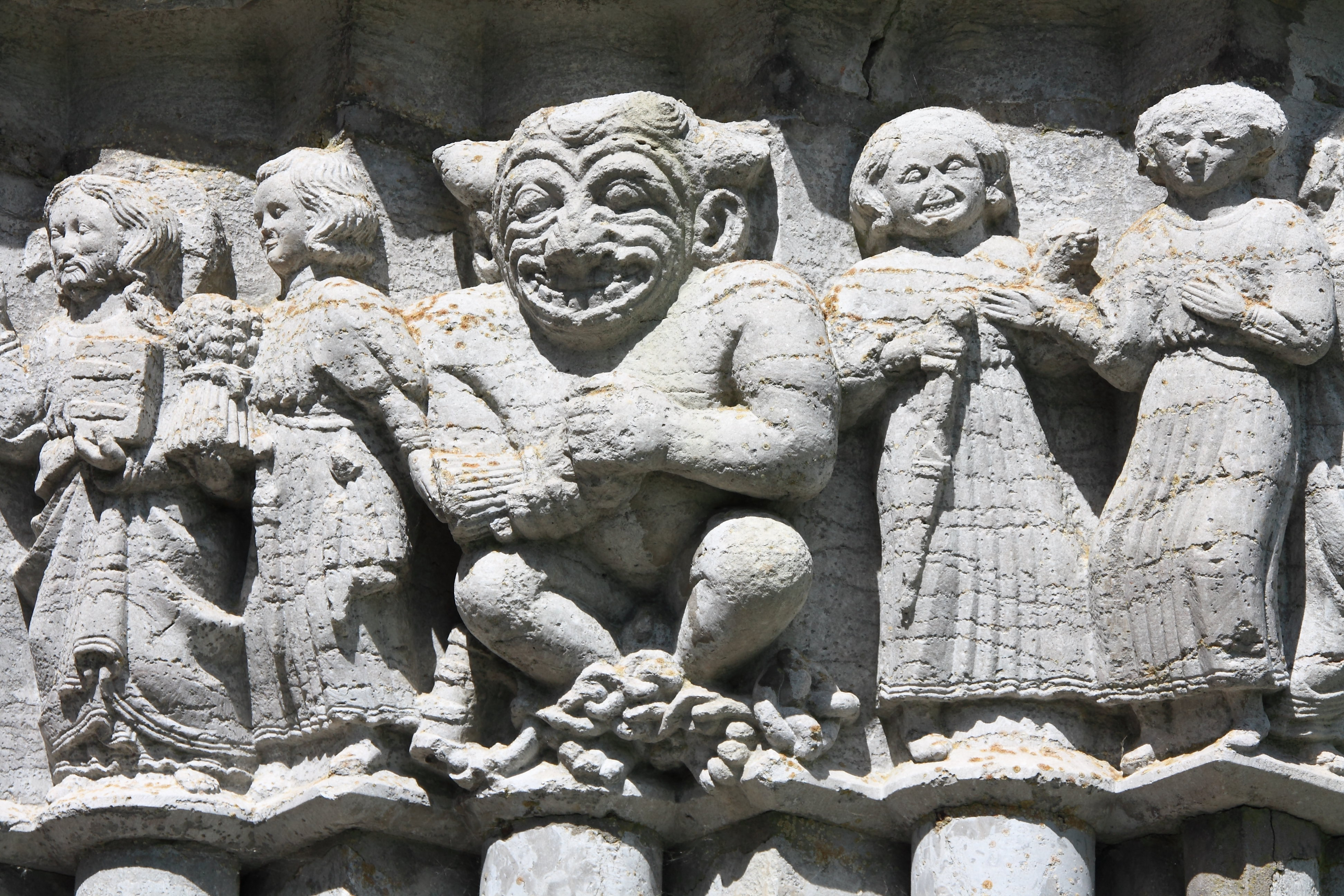
Detail des Portals vom Meister Egypticus
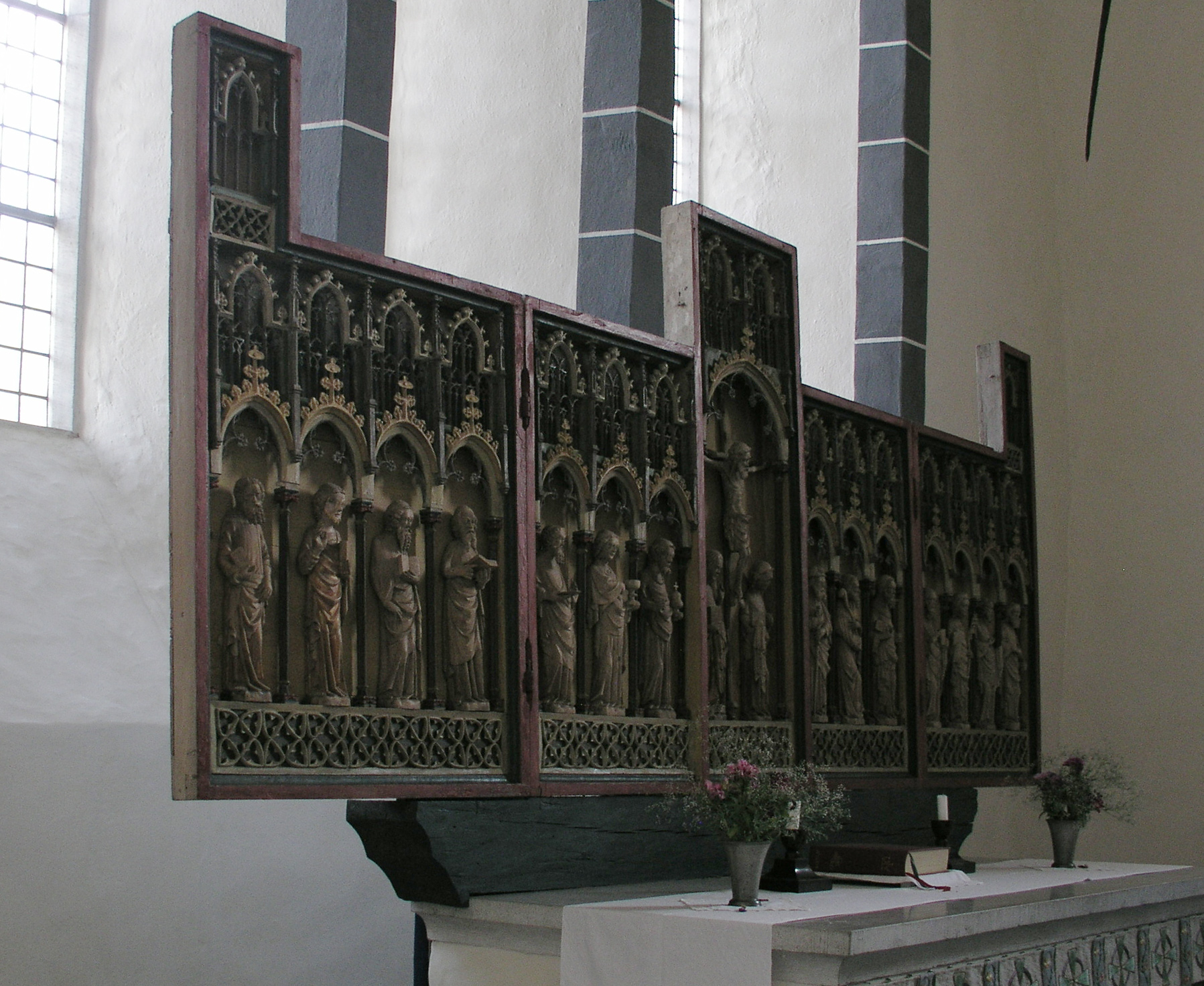
Altar (Mitte des 14. Jahrhunderts)
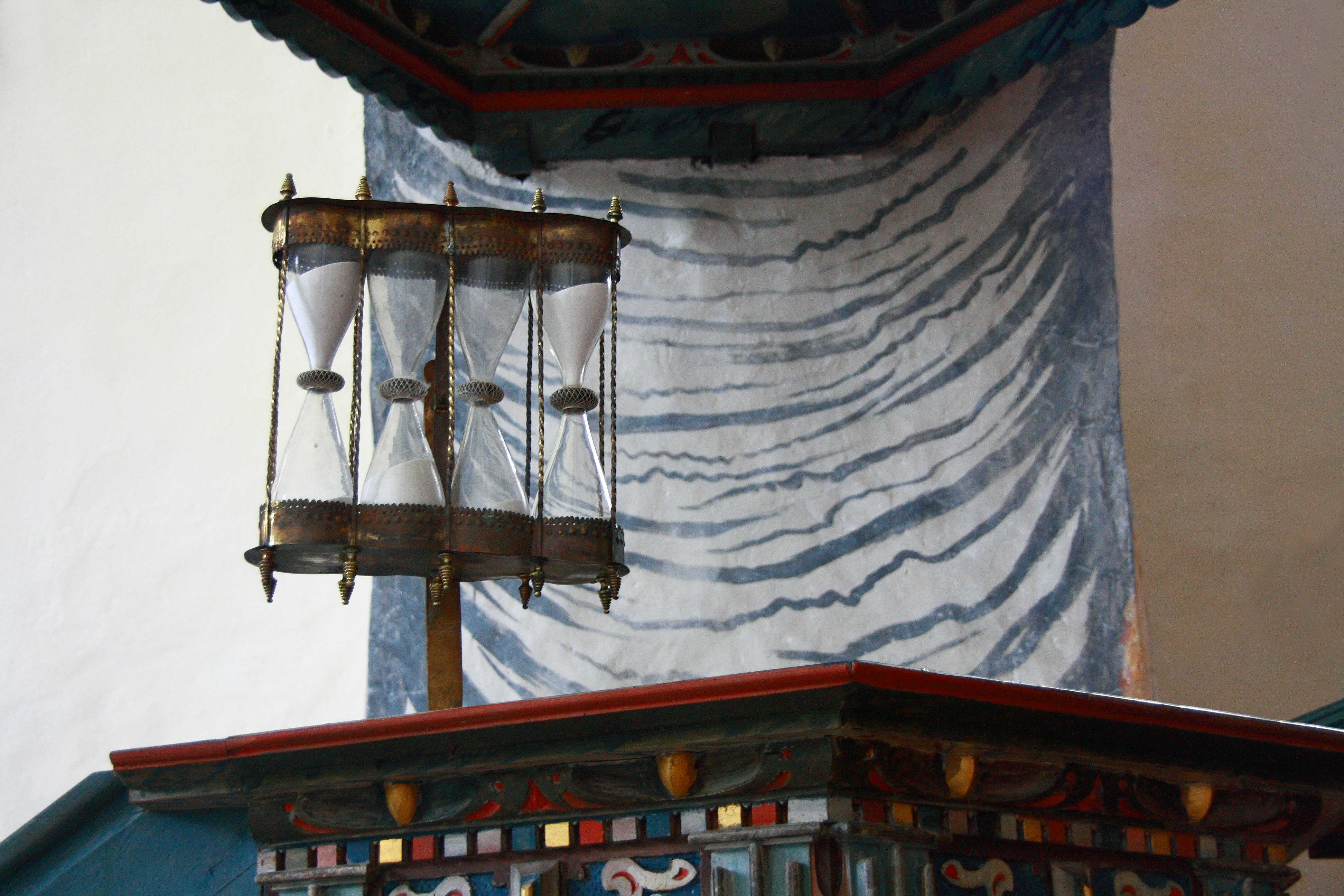
Kanzeluhr zur Überprüfung der Länge der Predigt
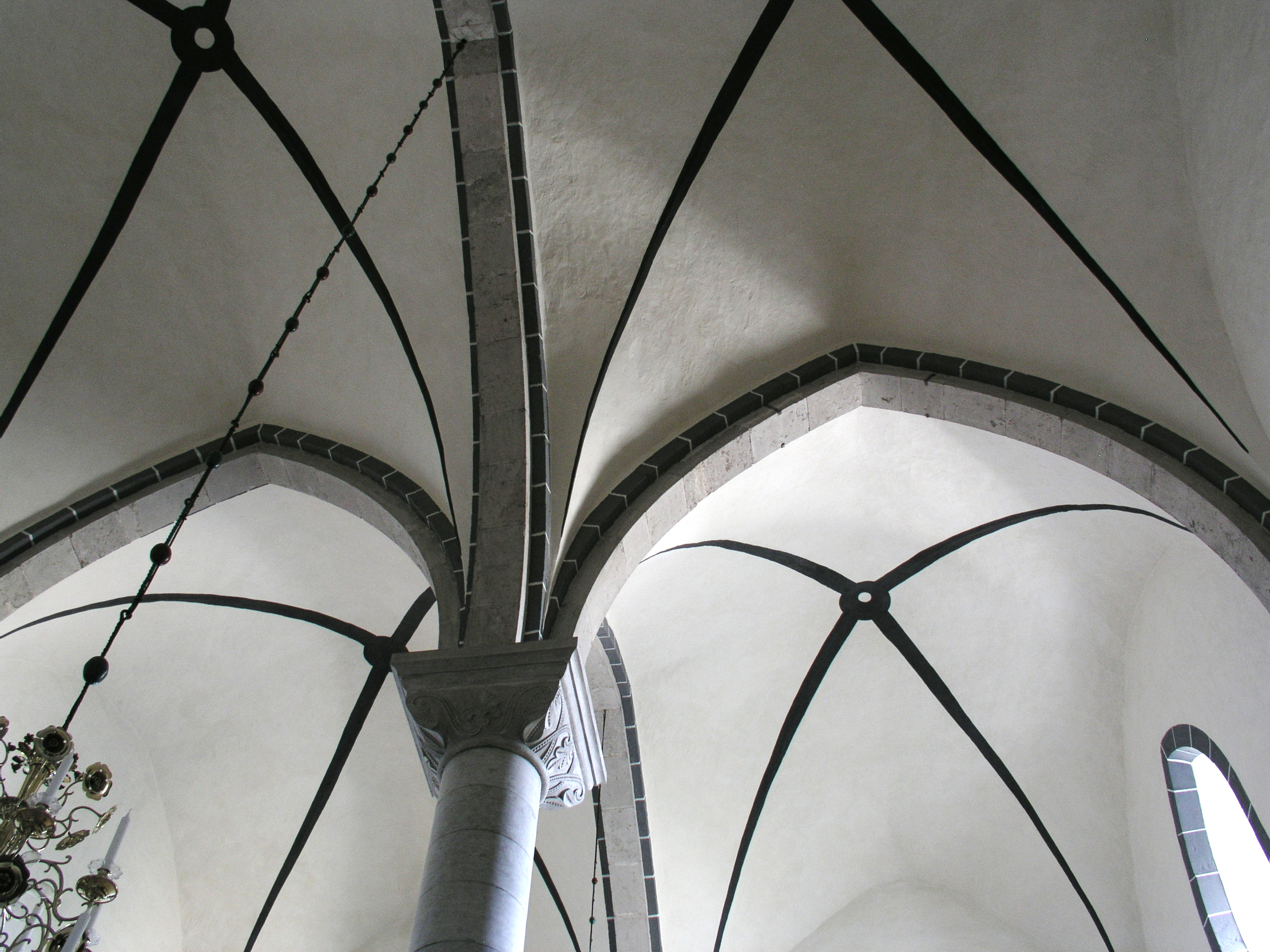
Rippenloses Kreuzgewölbe
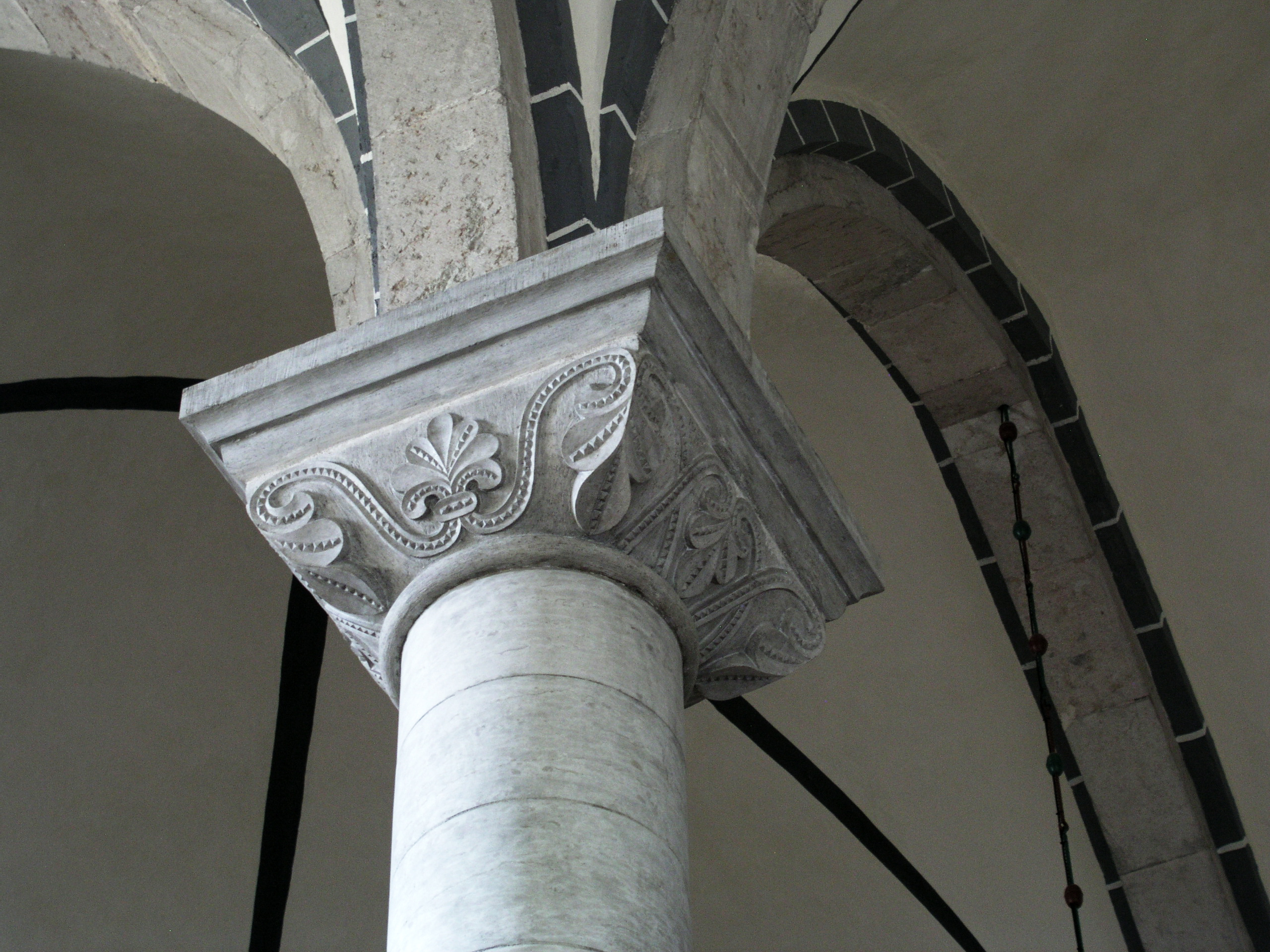
Kapitell
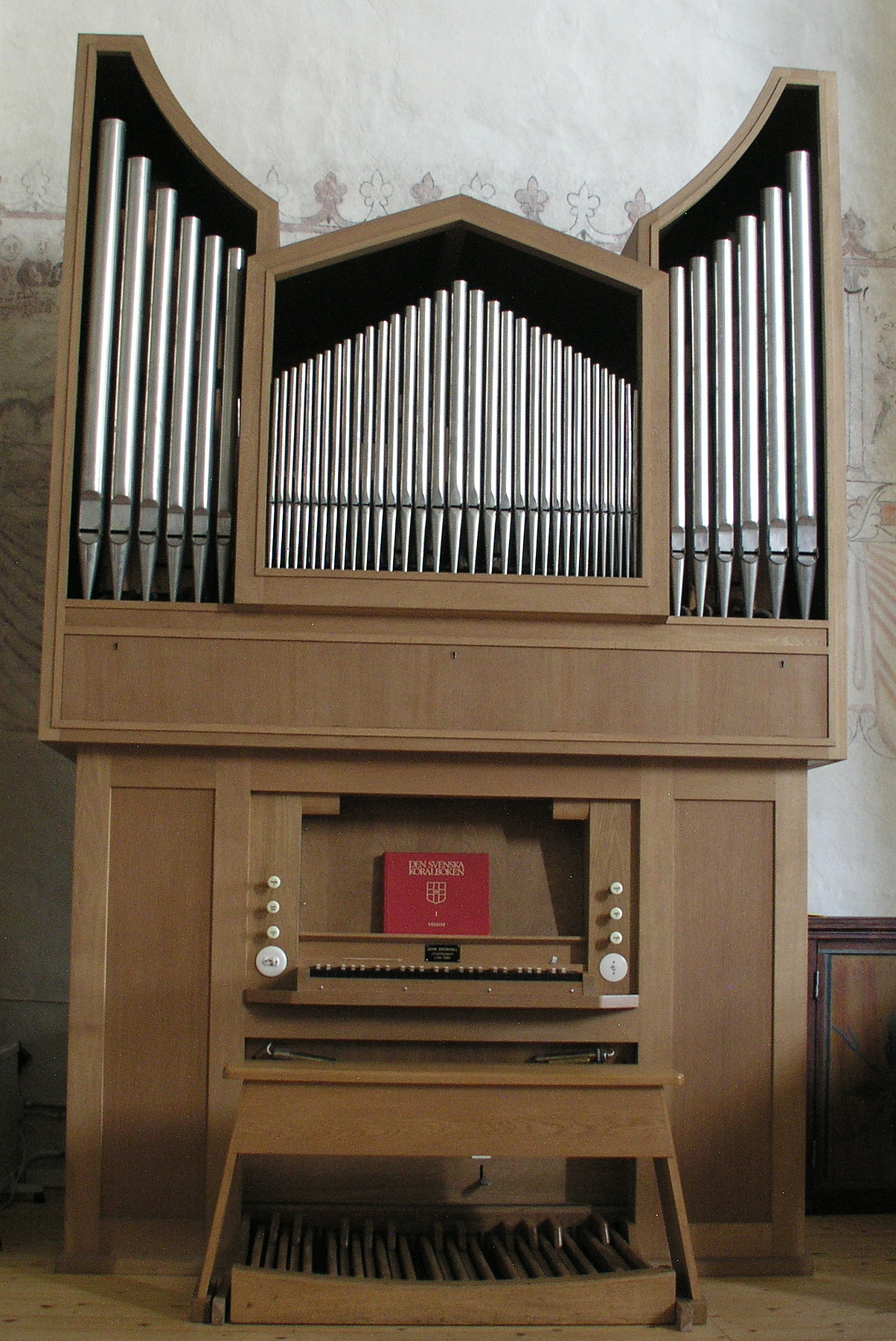
Orgel
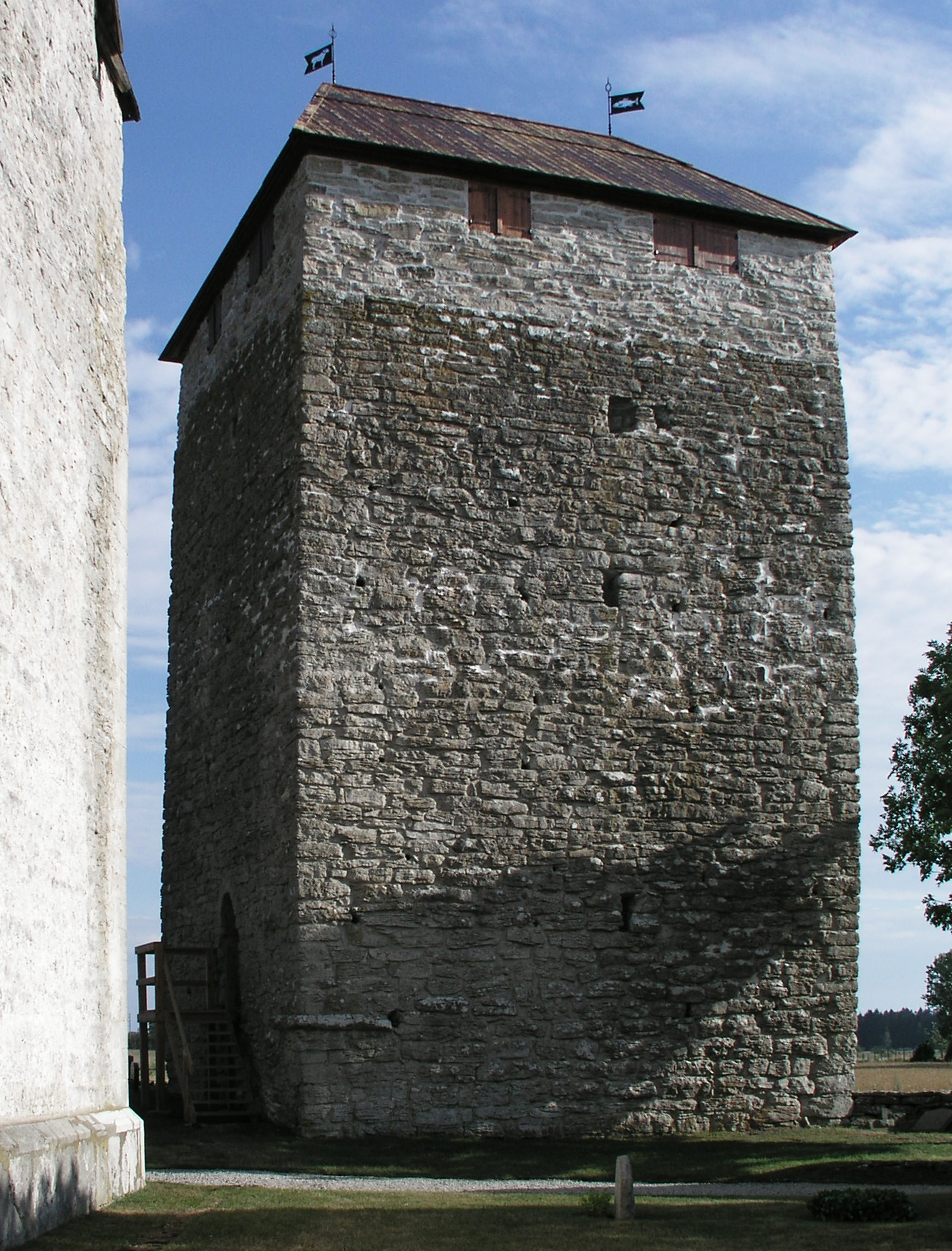
Kastal